# 中国人民政治协商会议山西省委员会
37°52′41″N 112°33′39″E / 37.87818°N 112.56075°E
中国人民政治协商会议山西省委员会，简称山西省政协或政协山西省委员会，成立于1955年2月，前身是山西省各界人民代表会议协商委员会，现在是山西省第十三届政协，任期从2023年1月开始。

## 历史沿革
山西省各界人民代表会议，是1954年地方人民代表大会召开之前，代行地方人民代表大会职权的组织形式。山西省各界人民代表会议第一届第一次会议于1950年3月12日至26日在太原市召开，会议一致通过山西省人民政府的三个报告，选举产生了山西省人民政府第二届委员会，同时选举产生了山西省第一届各界人民代表会议协商委员会，共召开过7次协商委员会议。山西省各界人民代表会议第二届第一次会议于1952年4月13日至20日在太原市举行。会议选举产生了山西省人民政府和山西省第二届各界人民代表会议协商委员会组成人员；本届委员会历时两年多，召开过5次协商委员会议。
1954年8月3日至11日，经过普选的山西省人民代表大会第一届第一次会议召开。1955年2月23日至28日，在太原召开了政协山西省第一届委员会第一次全体会议，选举产生了政协山西省委员会。政协山西省第一届委员会到1959年7月届满。政协山西省第二届委员会第一次全体会议于1959年8月8日至19日在太原召开，1964年9月届满。政协山西省第三届委员会第一次全体委员会议于1964年10月5日至14日在太原举行。1967年1月19日，山西省政协被造反派夺权，会址被占用，第三届省政协的活动全部停止。文化大革命结束后，1975年11月5日，成立山西省恢复政协筹备工作领导组。1997年12月8日至15日，召开山西省政协第十届委员会第一次会议；1982年届满。

## 历任领导

### 第一届
- 任期：1955年2月 - 1959年8月
- 主席：陶鲁笳
- 副主席：王世英、邓初民、刘少白、支应遴、冀贡泉（1955年1月政协山西省一届一次会议选出）、郑林、宋子纯（1956年3月政协山西省一届二次会议增选）

### 第二届
- 任期：1959年8月 - 1964年10月
- 主席：陶鲁笳
- 副主席：王世英、郑林、马林、王梦龄、冯素陶、刘少白、乔启明、宋子纯、张隽轩、张德含、杨自秀、冀贡泉（1959年8月政协山西省二届一次会议选出）

### 第三届
- 任期：1964年10月 - 1975年11月
- 主席：陶鲁笳（1965年12月调离） → 卫恒（1965年12月政协山西省三届二次会议选出，1967年被迫害去世）
- 副主席：郑林、刘少白、冀贡泉、何英才、马林、张德含、安志藩、张隽轩、宋子纯、杨自秀、冯素陶、乔启明（1964年10月政协山西省三届一次会议选出）

### 第四届
- 任期：1977年12月 - 1983年4月[3]
- 主席：郑林（1980年12月政协山西省四届三次会议增选） → 王谦（1979年12月调离）
- 副主席：朱卫华、樊清江、邵象伊、李志敏、严开元、陈舜礼、郑林（后被增选为主席）、杨自秀（1978年病逝）、麻贵书（1979年12月调离）、冯素陶（1979年12月调离）、焦国鼐（1979年12月调离）、张邦英（1979年12月调离）（1977年12月政协山西省四届一次会议选出）、安志藩、马林、张隽轩、于林、陶健、高沐鸿、朱景梓、凌大琦、李顺达、王定南、陈公庆、杨明葆（1979年12月政协山西省四届二次会议改选和增选）、阎定础（1980年12月政协山西省四届三次会议增选）

#### 恢复工作领导组
- 组长：郑林（1975年11月 - 1977年12月）
- 副组长：刘秀峰（1975年11月政协山西省恢复工作领导组成立）

### 第五届
- 任期：1983年4月 - 1988年1月[4]
- 主席：武光汤（1985年4月逝世） → 李修仁（1985年5月政协山西省五届三次会议补选）
- 副主席：朱卫华、王绣锦、陈舜礼、陶健、朱景梓、凌大琦、王定南、杨明葆、赵雨亭、潘瑞征、姚奠中、师星三（1983年4月政协山西省五届一次会选出）、张天乙（1985年5月政协五届三次会议补选）、王西、马烽、汤祊德（1986年5月政协山西省五届四次会议增选）

### 第六届
- 任期：1988年1月 - 1993年1月
- 主席：李修仁
- 副主席：王西、凌大琦、杨明葆、姚奠中、师星三、马烽、汤祊德、陈德贵、秦国栋（1988年1月政协山西省六届一次会议选出）、路正西（1989年4月政协山西省六届二次会议当选）

### 第七届
- 任期：1993年1月 - 1998年
- 主席：王茂林（1993年1月山西省政协七届一次会议选举产生），后改郭裕怀（1993年2月山西省政协七届三次会议选举产生），后改胡富国（1994年3月山西省政协七届二次会议选举产生）
- 副主席：路正西、武三松、杨明葆、秦国栋、刘波、宋绍华、靳承序、汤祊德、祁寿椿、张长珍（辞）（1993年1月山西省政协七届一次会议选举产生）、吴慧琴（1995年2月山西省政协七届三次会议增选产生）、万良适、赵凤翔（1996年4月山西省政协七届四次会议增选产生）
- 秘书长： 成占一（1993年1月山西省政协七届一次会议选举产生）

### 第八届
- 任期：
- 主席：田成平 → 郑社奎（2001年2月山西省政协八届四次会议选举产生）
- 副主席：宋绍华、靳承序、祁寿椿、吴慧琴、赵凤翔、聂向庭、张正明、徐大毅、边鸣涛、万良适（辞）（2001年2月山西省政协八届四次会议）

### 第九届
- 任期：
- 主席：刘泽民
- 副主席：薛荣哲、吴锦文、聂向庭、张正明、边鸣涛、吕日周、阎爱英、韩儒英、吴博威、周然
- 秘书长：田喜荣

### 第十届
- 任期：[5]
- 主席：金银焕，后改薛延忠（2009年1月政协山西省第十届委员会第二次全体会议选举）[6]
- 副主席：郭良孝、韩儒英、周然、李雁红、李潭生、令政策、卫小春、刘滇生
- 秘书长：阎沁生

### 第十一届
- 任期：
- 主席：薛延忠
- 副主席：李雁红（2016年1月辞）、令政策（2014年7月9日免）、卫小春、刘滇生、王宁、朱先奇、李悦娥、张友君、张璞（2016年1月选）、姜新文（2016年1月选）
- 秘书长：阎根生

### 第十二届
- 任期：2018年1月-2023年1月
- 主席：黄晓薇（至2018年8月） → 李佳（2019年1月－2022年8月）
- 副主席：李正印、李晓波、张瑞鹏、席小军、李武章、李青山、谢红、李思进[7]、王立伟（2021年1月当选）
- 秘书长：赵光国（至2019年4月） → 张岐云（2020年1月当选）

### 第十三届
- 任期：2023年1月-
- 主席：吴存荣（－2024年12月）、张春林（2025年1月－）
- 副主席：李正印、张复明、李晓波、李青山、李思进、王立伟、闫晨曦、王蕾（女）、徐广国（2024年1月－）、张吉福（2025年1月－）、郑连生（2025年1月－）
- 秘书长：张岐云（－2025年1月[8]） → 毛益民（2025年1月－）